# Dutch Schultz
Dutch Schultz, nato Arthur Simon Flegenheimer (New York, 6 agosto 1902 – New York, 24 ottobre 1935), è stato un mafioso statunitense, legato al cosiddetto "Sindacato ebraico".

## Biografia
Arthur Simon Flegenheimer nacque nel Bronx, distretto di New York, il 6 agosto del 1902, figlio di Hermann e Emma Flegenheimer, ambedue poveri immigrati tedeschi di origine ebraica. Il padre abbandonò la famiglia quando lui era ancora bambino, cosa che lo traumatizzò molto; fu in questo periodo che Flegenheimer abbandonò la scuola e si unì alle gang di microcriminalità minorile nel Bronx, venendo condannato per furto con scasso nel 1919 a diciassette mesi di riformatorio, da cui tentò più volte di evadere. Dopo il suo rilascio Flegenheimer venne soprannominato Dutch Schultz, affibbiatogli dai suoi compagni sia per i suoi metodi violenti sia per il suo aspetto fisico "germanico"..
Nel 1920 Schultz passò al servizio del gangster ebreo Arnold Rothstein insieme a Lucky Luciano, Frank Costello, Meyer Lansky, Bugsy Siegel e Jack Legs Diamond, con cui si occupò del contrabbando di alcolici e stupefacenti. Nel 1928 Schultz si mise in proprio, lavorando con il gangster Joey Noe, proprietario di uno speakeasy nel Bronx, che divenne ben presto il migliore amico di Schultz. Schultz costringeva con la violenza i clienti a comprare i loro alcolici. Insieme a Joey Noe e ai suoi nuovi soci Vincent Mad Dog Coll e Abe Bo Weinberg, Schultz spostò la sua vendita di alcolici a Manhattan, dove entrò in diretta concorrenza con il suo ex socio irlandese Legs Diamond. Ebbe come collaboratore anche il gangster di origini napoletane Carlo Campanella.
Il 15 ottobre 1928, Joey Noe, braccio destro di Schultz, venne ucciso su ordine di Diamond. Schultz allora ordinò l'uccisione di un socio di Diamond per rappresaglia. Infine nel 1931 Diamond venne assassinato dai killer assoldati dallo stesso Schultz. Nel frattempo Vincent Coll rubò alcuni carichi di alcolici di Schultz causando un conflitto che provocò un certo numero di morti in entrambi i campi. La rivalità durò fino al 1932, quando Coll venne ucciso in una cabina telefonica dagli uomini di Schultz, che gli spararono con una mitragliatrice Thompson.
Con la fine del proibizionismo Schultz spostò i suoi affari illeciti ad Harlem, associandosi al mafioso siciliano Ciro Terranova e ottenendo con la violenza il controllo di numerosi racket: le lotterie clandestine, a quel momento controllate da Casper Holstein, le scommesse sui cavalli e lo sfruttamento della prostituzione. Schultz impose anche il pagamento della "protezione" ai commercianti della zona e coloro che si rifiutavano venivano sfregiati con il vetriolo.
Il procuratore speciale Thomas E. Dewey cercò d'incriminare Schultz per evasione fiscale ,come Al Capone, in due processi: il 29 aprile 1935 a Syracuse e il 2 agosto nella località di Malone; Dutch Schultz in entrambi i procedimenti venne assolto e propose l'uccisione del procuratore Dewey alla Commissione, l'organismo che governava gli affari illeciti del "Sindacato nazionale del crimine". La proposta venne rifiutata dagli altri capi, secondo cui questa soluzione avrebbe potuto danneggiare i loro affari; Schultz, che sosteneva che la Commissione cercava di rubare i suoi affari consegnandolo alla legge, decise di fare da solo.
Per queste ragioni la Commissione ordinò l'omicidio di Schultz alla Murder, Inc., il gruppo di killer italiani ed ebrei guidati dal gangster Lepke Buchalter: alle 22.30 del 23 ottobre 1935 a Newark, nel night club Palace Chop House nell'area metropolitana di New York, Dutch Schultz, il contabile Otto Berman e i suoi guardaspalle Abe Landau e Lulu Rosenkrantz vennero colti di sorpresa da nove sicari; Schultz in quell'istante si trovava al gabinetto, aprì le semiporte girevoli e venne colpito con tre proiettili, due al torace e uno alla schiena. Berman e Landau morirono sul colpo, Rosenkrantz spirò dopo ore di agonia e Schultz morì dopo 20 ore, il 24 ottobre 1935.
È famoso per il lungo monologo "esistenzialista" reso alla polizia sul letto di morte nell'ospedale cittadino, dopo la sua ultima sparatoria. Ricevendo l'estrema unzione, scelse di convertirsi al cattolicesimo solo in punto di morte. A riprova di tale fatto, la sua tomba (adornata con croci) è collocata nel cimitero di Gate of Heaven, presso Hawtorne, nella contea di Westchester, stato di New York.

## Riferimenti nella cultura di massa
- Il personaggio di Dutch Schultz e la storia degli ultimi periodi del suo gruppo compongono buona parte della trama del romanzo Billy Bathgate dello scrittore newyorkese E. L. Doctorow, in cui viene raccontata la storia di un immaginario giovane componente della banda.
- L'attore James Cagney era un suo protetto, e quando questi interpretava ruoli di gangster, imitava proprio Dutch Schultz. Lo stesso personaggio di Schultz fu protagonista di svariate produzioni e il suo ruolo fu interpretato, tra gli altri, da Dustin Hoffman, James Remar, Tim Roth e Lance Henriksen.
- Nel film del 1997 Hoodlum viene interpretato da Tim Roth; in questa pellicola la sua morte viene raccontata in modo diverso dalla realtà.